# Mycale tapetum
Mycale tapetum är en svampdjursart som beskrevs av Samaai och Gibbons 2005. Mycale tapetum ingår i släktet Mycale och familjen Mycalidae. Inga underarter finns listade i Catalogue of Life.